# Trechiotes
Trechiotes is een geslacht van kevers uit de familie van de loopkevers (Carabidae). De wetenschappelijke naam van het geslacht is voor het eerst geldig gepubliceerd in 1954 door Jeannel.

## Soorten
Het geslacht Trechiotes omvat de volgende soorten:
- Trechiotes embersoni Deuve, 1995
- Trechiotes perroti Jeannel, 1954
- Trechiotes qiannanicus Deuve et Tian, 1999